# Victor Ferreyra
Victor Ferreyra (Río Tercero, 1964. február 24. –) argentin válogatott labdarúgó.

## Nemzeti válogatott
Az argentin válogatottban 2 mérkőzést játszott, melyeken 1 gólt szerzett.

## Statisztika
| Argentin válogatott | Argentin válogatott | Argentin válogatott |
| Időszak             | Mérk.               | gól                 |
| ------------------- | ------------------- | ------------------- |
| 1991                | 2                   | 1                   |
| Összesen            | 2                   | 1                   |